# 倪淑君
倪淑君（1967年11月8日—），生於台灣。1983年凭借着与谭咏麟合作的电影《阴阳错》而红极一时，惟之后慢慢淡出香港影坛。

## 電影作品
- 1998年：《縱橫鬼門關》
- 1996年：《夏日午後》
- 1995年：《Umihoozuki》
- 1995年：《狼吻夜驚魂》 飾 溫小柔
- 1994年：《月光少年》
- 1994年：《野店》
- 1994年：《威龍保鏢》
- 1994年：《金玉滿堂》
- 1994年：《獨立時代》 飾 Molly
- 1993年：《劍奴之血獒劫》
- 1993年：《大迷信1993》
- 1992年：《魔圖》
- 1992年：《親愛的，我把妳帶回了》
- 1992年：《大迷信》
- 1991年：《冬之祭》
- 1991年：《牯嶺街少年殺人事件》 飾 小神經
- 1990年：《兩個油漆匠》
- 1990年：《花心撞到鬼》
- 1990年：《鱷魚和尚笑傲城市》
- 1989年：《阿泰的紫微命盤》
- 1989年：《嬰靈》
- 1988年：《菜刀與六個朋友》
- 1986年：《黃花閨男》
- 1985年：《小狐仙》
- 1985年：《女人風情話》
- 1985年：《龍鳳智多星》
- 1984年：《在室男》   飾  圓圓
- 1984年：《伊人再見》
- 1984年：《鬼線人》
- 1983年：《野雀高飛》
- 1983年：《帶劍的小孩》
- 1983年：《陰陽錯》 飾 張小瑜
- 1982年：《戒煙船》
- 1982年：《誰是無業遊民》
- 1981年：《朱秀華還魂記》

## 電視劇作品
- 1996年：
  - 華視《台灣靈異事件》 單元則次 2 妳只能活壹次 41 惡靈入侵
  - 台視《花落花开》飾／伍必芳
- 1997年
  - 馬來西亞HVD《怒海狂花》
  - 馬來西亞HVD《濃情化不開》
- 2001年：
  - 華視偶像劇《橘子醬男孩》飾／松浦千彌子
  - 大愛《髓緣》
  - 台視《旗津的聖誕節》
- 2002年：
  - 公視《曾經》飾／李芳儒（成年）
- 2004年：
  - 中視《死了都要愛》飾／ＬＩＮＤＡ
- 2005年：
  - 中視週日22時檔偶像劇《雙璧傳說》飾／李淑芸
- 2009年：
  - 大愛《千江有水千江月》飾／黃勝璧母親

## 獎項紀錄
| 年份   | 頒獎典禮     | 獎項       | 影片         | 角色  | 結果 |
| ------ | ------------ | ---------- | ------------ | ----- | ---- |
| 1994年 | 第31屆金馬獎 | 最佳女主角 | 《獨立時代》 | Molly | 提名 |

## 外部連結
- 倪淑君在香港影庫上的簡介
- 倪淑君的新浪微博